# SSVOBB
SSVOBB es un acrónimo de Stichting Studenten Vliegtuigontwikkeling, -bouw en -beheer que en neerlandés significa Fundación para estudiantes de desarrollo, fabricación y gestión de aviones.

## Fundación
El SSVOBB es una fundación sin ánimo de lucro para estudiantes de ingeniería aeronáutica de la universidad tecnológica de Delft, Delft, Países Bajos, dedicado a la construcción de aviones con valor histórico o científicos. Su principal motivo es aplicar el conocimiento adquirido como ingeniero en un avión real. Esto mejora los conocimientos de los estudiantes al trabajar en aviones realies en vez de situaciones teóricas ideales. La organización se fundó el 19 de enero de 1991, cuando los estudiantes organizaron la construcción de su primer avión: Lambach HL II.

## El Lambach HL II
El Lambach HL II (registrado como PH-APZ) es una réplica de un avión de finales de los años 1930.

### El original
El Lambach HL original fue comisiado por entusiastas de la aviación para intentar batir a los pilotos acrobáticos alemanes en las competiciones. Fue totalmente diseñado y construido en 6 meses por el ingeniero Hugo Lambach. El biplano tenía una estructura de metal, fuselaje cubierto de ropa, alas y cola de madera y estaba motorizado con un Gipsy Major Mk. 1. Tras varios vuelos de prueba, tuvo éxito en algunas ferias aéreas donde probó su calidad como acróbata, aunque aún no tenía la calidad de los aviones alemanes. El avión fue destruido durante el bombardeo alemán en el aeródromo de Ypenburg cerca de La Haya el 10 de mayo de 1940.

### Hugo Lambach
Hugo Lambach era un graduado en física aplicada en Delft. Durante sus estudios diseñó y construyó su primer avión, el Lambach HL I. Tras su graduación trabajó en Koolhoven Vliegtuigfabrieken. Con la comisión del Lambach HL II empezó su propia fábrica Lambach Vliegtuigfabrieken, que sólo produjo un único avión. Tras la guerra trabajó con Fokker durante varios años y tuvo su propia empresa de ingeniería. Hugo murió el 8 de julio de 1972.

### La Réplica
La réplica empezó como una broma de estudiantes en 1989 para organizar una presentación en honor al 45.º aniversario de Society of Aerospace Students 'Leonardo Da Vinci. Gracias a los planos del principal ingeniero de Hugo Lambach encontrados en el museo de la aviación los estudiantes pudieron completar el avión en 6 años. Su primer vuelo se realizó el 18 de septiembre de 1995. El avión ha sido mostrado en varios festivales aéreos durante 1996. Una inspección en 1997 descubrió la necesidad de un gran trabajo de mantenimiento que lo ha dejado en tierra desde entonces.

## El Impuls
El Impuls (Cantidad de movimiento en neerlandés, registrado como PH-VXM) está completamente diseñado por la fundación de estudiantes. El diseño empezó en 1994, actualmente el diseño está alcanzando las fases finales y el 25% de la producción ya se ha realizado.